# Приозерне (Слободзейський район)
Приозерне (рос. Приозерное; рум. Frunză) — село в Слободзейському районі в Молдові (Придністров'ї). Входить до складу Фрунзенської сільської ради.
Згідно з переписом населення 2004 року кількість українців - 13,7%.